# Пирогово (Сафоновський район)
Пирогово (рос. Пирогово) — присілок Сафоновського району Смоленської області Росії. Входить до складу Вадінського сільського поселення.
Населення — 26 осіб (2007 рік).